# Hibil
Hibil ist ein persisches Geist- und Lichtwesen (Uthra) und eine mythische Gestalt der Mandäer.
Bei einer endzeitlichen Höllenfahrt kämpfte er mit dem Dämon Krun, um alle frommen Seelen aus dem Maul des Ur zu erretten. Insbesondere Ptahil, Joshamin und Abathur werden hierdurch erlöst.
Vielfach wird er mit Manda d-Haije gleichgesetzt, in anderen Quellen als Mandas Gesandter dargestellt.